# ميريام أيدا
ميريام أيدا (بالسويدية: Miriam Aïda)‏ هي عازفة الجاز سويدية، ولدت في 24 سبتمبر 1974 في لوند في السويد.

## وصلات خارجية
- الموقع الرسمي
- ميريام أيدا على موقع IMDb (الإنجليزية)
- ميريام أيدا على موقع ميوزك برينز (الإنجليزية)
- ميريام أيدا على موقع أول ميوزيك (الإنجليزية)
- ميريام أيدا على موقع ديسكوغز (الإنجليزية)
- ميريام أيدا على موقع ديسكوغز (الإنجليزية)
- ميريام أيدا على موقع قاعدة بيانات الفيلم (الإنجليزية)